# Giuseppe Greco (scultore)

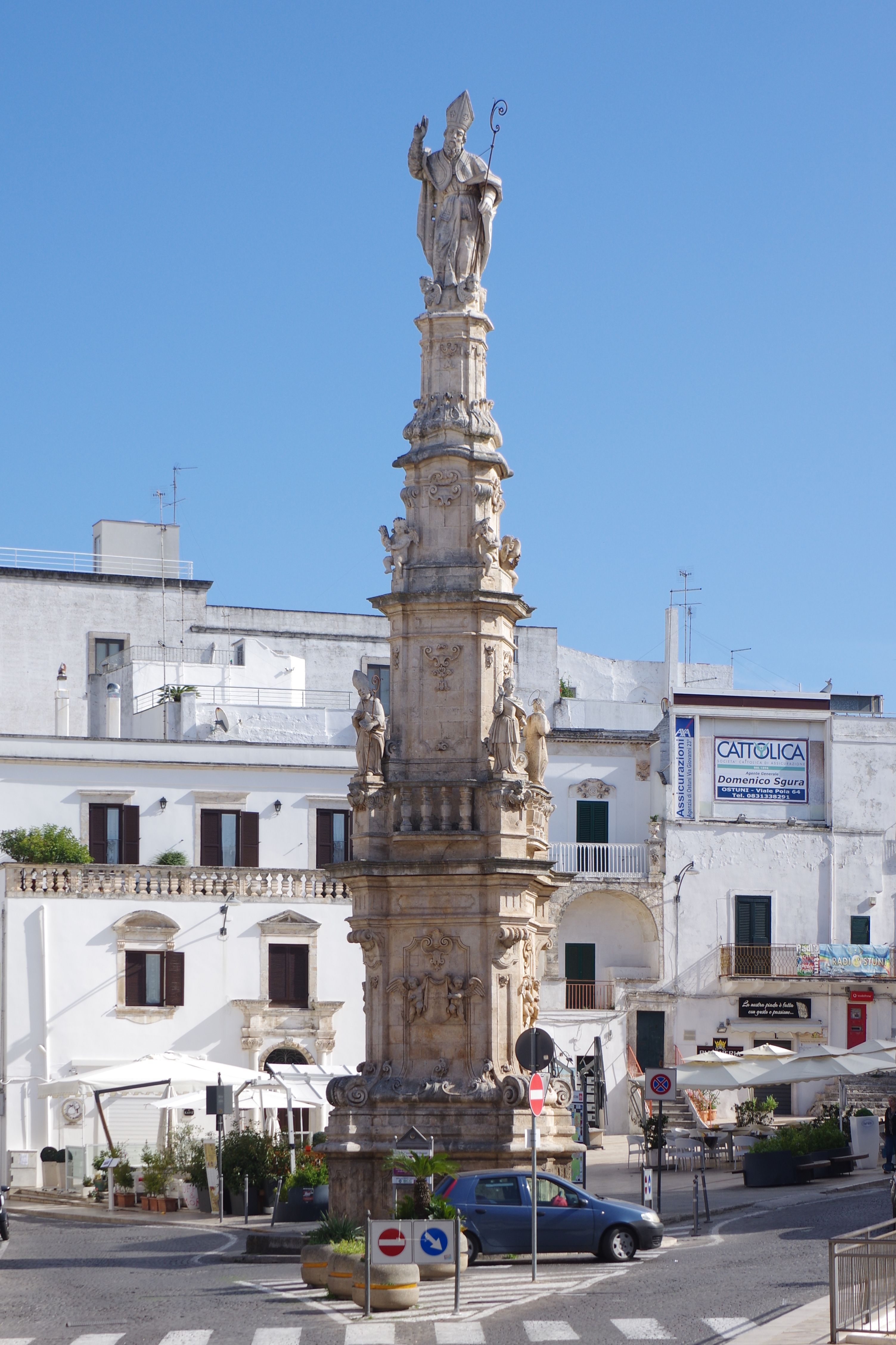
La colonna di Sant'Oronzo

Giuseppe Greco (Ostuni, 1740 – 1807) è stato uno scultore e architetto italiano.

## Biografia
Greco realizzò la colonna di Sant'Oronzo che si trova nella piazza di Ostuni. Quando fu fatto il manto stradale un pezzo della colonna andò sotterrato. La costruzione avvenne tra il 1756 e il 1771 per volontà dell'Università di Ostuni. Altre opere di Greco si trovano nella chiesa della S. Annunziata della stessa città.